# Campionato europeo femminile under 19 di calcio 2003
Il Campionato europeo femminile under 19 di calcio 2003 è stata la 6ª edizione, comprese le prime quattro giocate da formazioni Under-18, del torneo che, organizzato con cadenza annuale dall'Union of European Football Associations (UEFA), è riservato alle rappresentative nazionali di calcio femminile giovanili dell'Europa le cui squadre sono formate da atlete al di sotto dei 19 anni d'età, in questa edizione dopo il 1º gennaio 1984.
La fase finale si è disputata in Germania, dal 25 luglio al 3 agosto 2003, riproponendo la formula della precedente edizione che vedeva ammesse otto squadre, con la nazionale del paese organizzatore qualificata direttamente.
La Francia ha vinto il titolo per la prima volta nella sua storia sportiva, battendo in finale la Norvegia per 2-0.

## Qualificazioni
La competizione venne disputata da 36 nazionali affiliate alla UEFA, con la nazionale tedesca qualificata automaticamente come paese ospitante e le altre 35 che si affrontarono nella fase di qualificazione per la conquista dei sette posti rimanenti per la fase finale.
Le qualificazioni si sono svolte in due fasi, la prima suddivisa in 7 gruppi disputata nell'autunno 2002, e la successiva alla quale ebbero accesso le vincitrici dei singoli tornei più la migliore seconda classificata disputata nella primavera 2003 con le già qualificate al secondo turno Danimarca, Francia, Italia, Norvegia, Paesi Bassi, Rep. Ceca, Spagna e Svezia.

## Squadre qualificate
La seguente tabella riporta le otto nazionali qualificate per la fase finale del torneo:
| Nazionale   | Metodo di qualificazione                                     | fasi finali disputate | Ultima qualificazione | Migliore risultato nel torneo           |
| ----------- | ------------------------------------------------------------ | --------------------- | --------------------- | --------------------------------------- |
| Germania    | Ospitante                                                    | 6                     | 2002                  | Campione (2000 (U18), 2001 (U18), 2002) |
| Spagna      | Vincitrice seconda fase, gruppo 1                            | 4                     | 2002                  | Finalista (2000 (U18))                  |
| Svezia      | Vincitrice seconda fase, gruppo 2                            | 4                     | 2002                  | Campione (1999 (U18))                   |
| Italia      | Vincitrice seconda fase, gruppo 3                            | 3                     | 1999                  | 3º posto (1999 (U18))                   |
| Norvegia    | Vincitrice seconda fase, gruppo 4                            | 5                     | 2002                  | 2º posto (2001 (U18))                   |
| Inghilterra | Migliore seconda qualificata, seconda fase, gruppo 1         | 2                     | 2002                  | Semifinali (2002)                       |
| Paesi Bassi | Seconda migliore seconda qualificata, seconda fase, gruppo 3 | 1                     | -                     | Esordiente                              |
| Francia     | Terza migliore seconda qualificata, seconda fase, gruppo 2   | 4                     | 2002                  | 2º posto (1998 (U18), 2002)             |

## Fase finale

### Fase a gironi

#### Girone A
| Squadra     | G | V | P | S | GF | GS | DR | P.ti |
| ----------- | - | - | - | - | -- | -- | -- | ---- |
| Inghilterra | 3 | 2 | 0 | 1 | 5  | 8  | −3 | 6    |
| Svezia      | 3 | 1 | 1 | 1 | 6  | 6  | 0  | 4    |
| Italia      | 3 | 1 | 1 | 1 | 6  | 6  | 0  | 4    |
| Germania    | 3 | 1 | 0 | 2 | 7  | 4  | +3 | 3    |

| Arbitro: | Antonia Kokotou |

|  |           |                    |
|  | Marcatori | 20’ Tona 39’ Ricco |

| Arbitro: | Snjezana Focic |

|            |           |                        |
| Odenyo 58’ | Marcatori | 40’ Scott 89’ Williams |

| Arbitro: | Carla De Boeck |

|           |           |                              |
| Krahn 50’ | Marcatori | 33’ S. Andersson 90+3’ Seger |

| Arbitro: | Gyöngyi Gaál |

|           |           |                                      |
| Ricco 46’ | Marcatori | 20’ McDougall 26’ Aluko 85’ Williams |

| Arbitro: | Ilonka Milanova Djaleva |

|  |           |                                                        |
|  | Marcatori | 12’, 40’, 80’, 90+1’ Thompson 23’ Goeßling 41’ Laudehr |

| Arbitro: | Tatjana Pavlovic |

|                                            |                      |                                       |
| Ricco 41’ Coppolino 63’ Domenichetti 90+2’ | Marcatori            | 55’ Fischer 62’ Odenyo 82’ Siid-Ahmed |
| Manieri Coppolino Cortesi                  | Tiri di rigore 2 – 4 | Fischer Odenyo Almgren Siid-ahmed     |

#### Girone B
| Squadra     | G | V | P | S | GF | GS | DR | P.ti |
| ----------- | - | - | - | - | -- | -- | -- | ---- |
| Norvegia    | 3 | 2 | 1 | 0 | 6  | 4  | +2 | 7    |
| Francia     | 3 | 1 | 1 | 1 | 6  | 6  | 0  | 4    |
| Paesi Bassi | 3 | 1 | 0 | 2 | 4  | 5  | −1 | 3    |
| Spagna      | 3 | 1 | 0 | 2 | 5  | 6  | −1 | 3    |

| Arbitro: | Gyöngyi Gaál |

|                         |           |                             |
| Nilsen 47’ Heimlund 66’ | Marcatori | 34’ Josserand 75’ Bussaglia |

| Arbitro: | Ilonka Milanova Djaleva |

|                      |           |               |
| Kant 71’ Brouwer 90’ | Marcatori | 18’ S. García |

| Arbitro: | Tatjana Pavlovic |

|                       |           |              |
| Frantzen 14’ Wiik 85’ | Marcatori | 9’ Vermeulen |

| Arbitro: | Snjezana Focic |

|                         |           |                                     |
| Guine 57’ Bussaglia 81’ | Marcatori | 3’, 26’ Martín 71’ (aut.) Casseleux |

| Arbitro: | Carla De Boeck |

|           |           |                          |
| Pérez 16’ | Marcatori | 57’ Frantzen 85’ Knutsen |

| Arbitro: | Antonia Kokotou |

|                          |           |           |
| Bussaglia 47’ Thiney 76’ | Marcatori | 41’ Melis |

### Fase a eliminazione diretta
|  | Semifinali  | Semifinali  | Semifinali |          |         | Finale  | Finale | Finale |  |
|  |             |             |            |          |         |         |        |        |  |
|  | Norvegia    | Norvegia    | 2(4)       |          |         |         |        |        |  |
|  | Norvegia    | Norvegia    | 2(4)       |          |         |         |        |        |  |
|  | Svezia      | Svezia      | 2(2)       |          |         |         |        |        |  |
|  | Svezia      | Svezia      | 2(2)       |          | Francia | Francia | 2      |        |  |
|  |             |             |            |          | Francia | Francia | 2      |        |  |
|  |             |             | Norvegia   | Norvegia | 0       |         |        |        |  |
|  | Inghilterra | Inghilterra | Norvegia   | Norvegia | 0       | 0       |        |        |  |
|  | Inghilterra | Inghilterra |            |          |         |         |        |        |  |
|  | Francia     | Francia     | 2          |          |         |         |        |        |  |

#### Semifinali
| Arbitro: | Ilonka Milanova Djaleva |

|                                          |                      |                                   |
| Frantzen 72’ Heimlund 90+1’              | Marcatori            | 5’, 40’ Fischer                   |
| Woods Vikestad Nilsen Frantzen Henriksen | Tiri di rigore 4 – 2 | Fischer Odenyo Almgren Siid-Ahmed |

| Arbitro: | Carla De Boeck |

|  |           |                           |
|  | Marcatori | 12’ Josserand 88’ Debonne |

### Finale
| Arbitro: | Snjezana Focic |

|                        |           |  |
| Coquet 18’ Traïkia 46’ | Marcatori |  |

## Marcatrici
4 reti
- Shelley Thompson

3 reti
- Agnese Ricco
- Élise Bussaglia
- Stine Frantzen
- Nilla Fischer

2 reti
- Fara Williams
- Yolanda Odenyo
- Adriana Martín
- Tone Røst Heimlund
- Cécilia Josserand

1 rete
- Elisabetta Tona
- Serena Coppolino
- Giulia Domenichetti
- Alex Scott
- Kelly McDougall
- Eniola Aluko
- Annike Krahn
- Lena Goeßling
- Simone Laudehr

- Sofie Andersson
- Caroline Seger
- Hodan Siid-Ahmed
- Reidun Nilsen
- Melissa Wiik
- Guro Knutsen
- Alexandra Guine
- Gaëtane Thiney
- Nonna Debonne

- Amelie Coquet
- Lilas Traïkia
- Esther Kant
- Marjan Brouwer
- Lisanne Vermeulen
- Manon Melis
- Saray García
- María José Pérez

Autoreti
- Anne-Laure Casseleux (a favore della Spagna)